# Великий Устюг
Вели́кий У́стюг (историческое название У́стюг) — город в России, административный центр Великоустюгского округа Вологодской области. Один из древнейших городов на Русском Севере, сохранивший богатое культурное наследие. Располагается в 450 км к северо-востоку от Вологды на левом берегу реки Сухоны против слияния её с рекой Юг, на судоходных линиях этих рек и Северной Двины. В 1999 году объявлен родиной всероссийского Деда Мороза, благодаря чему стал популярным центром семейного туризма.
С 2021 года через город проходит федеральная автодорога А-123.

## Название
Имя города, Устюг, происходит, по одной из народно-этимологических версий, от расположения близ устья Юга. По другой версии, название пришло вместе с переселенцами из Гледена, располагавшегося в самом устье Юга (Устюг). Также есть версия происхождения от финно-угорского «уфтюга» со значением «река, вода» (хотя сам элемент «Юг» уже один обозначает «река, вода» на финских языках), переосмысленное затем славянским населением.
Эпитет «Великий» город получил за свою роль в истории и торговое значение. В XVI веке торговое значение Устюга настолько возросло, что Иван IV включил его в число опричных городов, дававших деньги «на государев обиход». Именно в этот период за ним утверждается название Великий.

## История

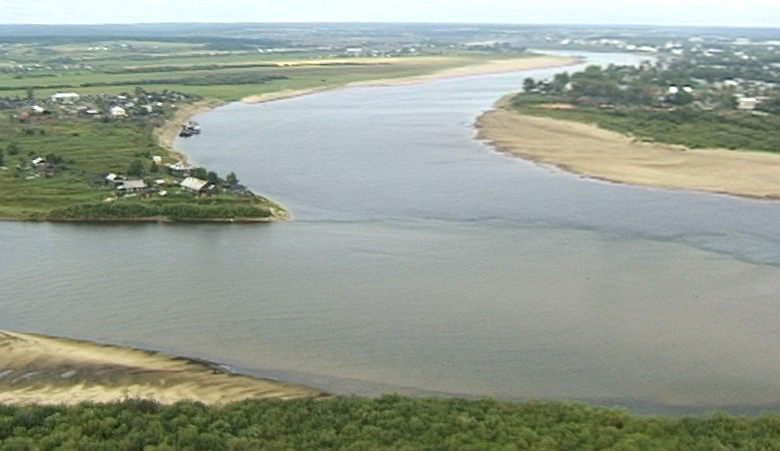
Слияние рек Юг и Сухона

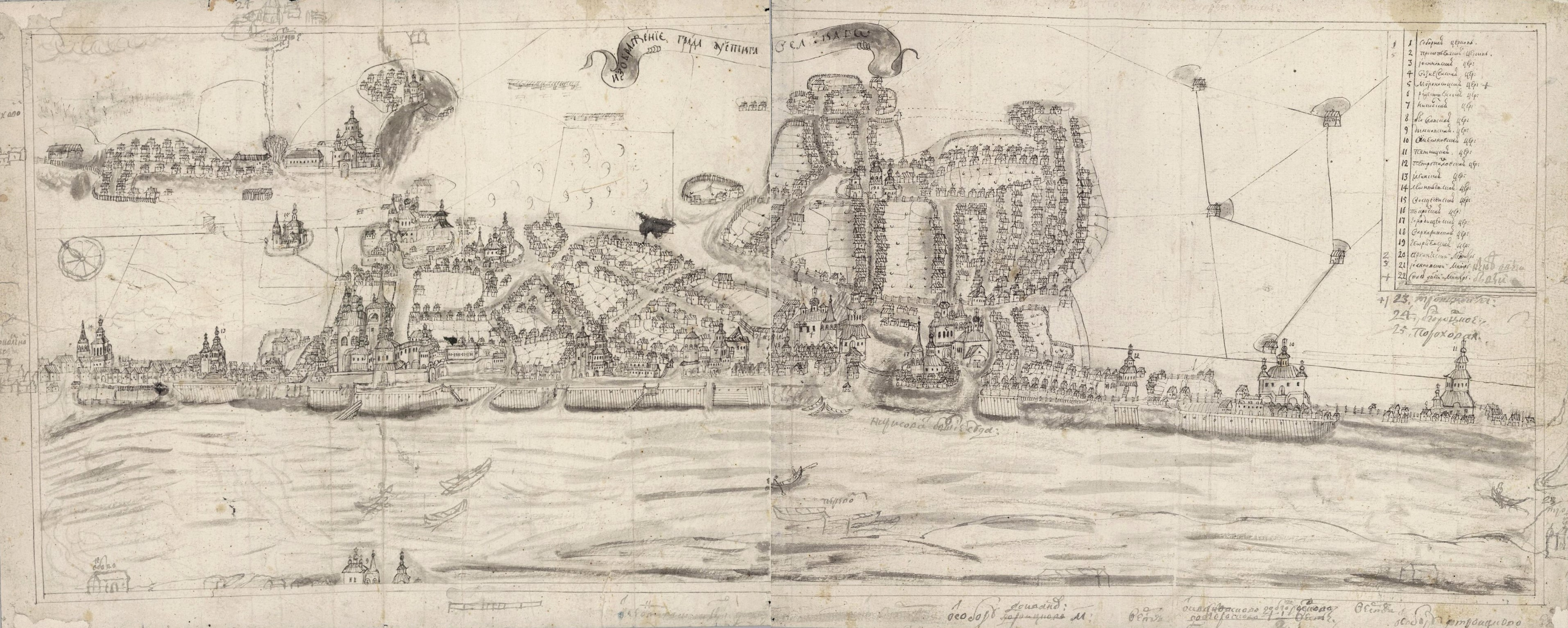
План Великого Устюга, середина XVIII века.

В отечественной историографии Великий Устюг известен прежде всего как северный форпост Древней Руси и один из крупнейших опорных пунктов славянской колонизации Русского Севера, происходившей в период с XI по XII век.
Основными интересами славян на северных окраинах были прежде всего экономические выгоды. Доходный пушной промысел, удобные транспортные и торговые пути, возможности установления даннических отношений с местным населением — все это становилось ведущим фактором, подвигшим первоначально небольшие военные отряды, а затем и массы рядового населения на трудные переходы и организацию поселений и новых хозяйственных систем.
Хрестоматийной версией истории основания города Великого Устюга является вариант северных летописей: Устюжской, Двинской, Вычегодско-Вымской и более поздних редакций летописцев Титова и Вологдина. Все эти источники говорят об образовании древнейшего города «на горе, которая и доныне нарицается Гледен… при устье реки Юга» князем Ростовским Всеволодом Большое Гнездо в 1178 году, а Устюг несколько десятилетий спустя появился «в месте, зовомом Чёрный Прилук». Построил его сын Всеволода Константин. Первоначальное место для города было выбрано не случайно — «на высоком и безопасном берегу, с которого удобно было видеть врагов и с ними братися». Отсюда склонность многих исследователей вести название Гледена от глагола «глядеть».
Современные исследователи все больше склоняются к признанию новгородского приоритета в освоении Устюгской округи. В пользу этой гипотезы приводятся различные доводы. Автор одного из первых описаний города предлагает в качестве доказательства упоминания «Югорского края» и населявшей его «югры» в басне о Юряте Тагоровиче, предположительно созданной в XI веке, и территорий Подвинья (река Vina) на пути в легендарную Бьярмию (Пармию) в скандинавских сагах.
Вместе с тем в летописях содержится неоднократное упоминание о том, что новгородцы Устюг «повоевали и пожгли». По мнению Н. А. Макарова, подобное явление с наибольшей долей вероятности было связано с возрастанием конкуренции и борьбы за обладание богатейшим источником драгоценного пушного меха и новым активным рынком сбыта. По той же причине появлялись под стенами города и вятчане, и вычегодцы, и двиняне, и булгары, и чудь.
Активные военные действия, разворачивавшиеся в данный период в пределах Устюгской округи, нашли отражение в топонимах, среди которых одним из наиболее показательных является топоним «Ратимировская» (от «мериться ратью») — название волости, окруженной легендами. Показательным источником служит грамота Новгородского архиепископа Иоанна игумену Архангельского монастыря, найденная Н. Суворовым в числе документов по истории российской иерархии.
Документ подтверждает наличие новгородских монастырей на берегах Северной Двины. Этот случай можно было бы считать единичным, если бы под датой 1385 в летописи Титова не появилось сообщение о походе на Устюг отряда Пермской епархии, отправленного Новгородским владыкой для укрепления влияния, однако уже довольно развитый город сумел дать отпор, не подпуская врага под свои стены, на Чёрной речке.
Великоустюгская летопись напрямую говорит о том, что были «древние» времена, когда город находился «под областью великого князя Святополка, Ярополка, Владимира Киевских и Новгородских».
Новгородскую волну заселения представляют археологические материалы следующих памятников: Есиплево-И и -III, Кры-ловское, Гостинское, Гледен, Устюг и другие, где присутствовали характерные для северо-западной и балтийской культур стеклянные браслеты и бусы (7 пунктов), железные топоры X века балтийских и древнерусских форм, характерные украшения и кресты (3 пункта). Н. А. Макаров, исследовавший большинство данных памятников, делает вывод о том, что уже с конца X — начала XI века на территории Устюгской округи было развито поступление стандартных средневековых вещей восточноевропейских и балтийских типов. Интересно сообщение о кладе, найденном под Устюгом в 1840 году и состоявшем из англо-саксонских и германских монет, датированных X—XI веками, на основании чего Н. В. Гуслистов сделал вывод о том, что связи местного населения далеко не ограничивались близлежащими территориями. Немалая заслуга в этом принадлежала новгородскому купечеству, обладавшему широкими внешними связями.
Вместе с тем ряд памятников содержит остатки центрально-русских (поволжских) культур. Примечательна курганная группа Ягрыш, обнаруженная на реке Сухоне в 1911 году членом Императорской Археологической комиссии В. Н. Глазовым при проверке сообщения земского участкового начальника Устюгского уезда о существующей на реке группе курганов. Было выявлено 17 сильно поврежденных захоронений на берегу Сухоны близ деревни Мед-ведевая Сученгского погоста (современная деревня Ягрыш). Исследовать удалось только восемь из них. Имея высоту насыпи 0,53 — 0,95 метра и ширину 2,85 — 4,25 метра, они содержали неглубокие ямы, дно которых покрывал угольно-пепельный слой. Все костяки оказались сориентированными на запад, следов кремации не обнаружено. Среди находок в могилах присутствовали медные спиралевидные украшения, бусы, ножи, витые браслеты, характерные, по мнению исследователя, для славянской культуры северо-западных районов Руси, и медные зооморфные шумящие подвески финно-угорского типа. В целом памятник характеризовался им как славянский с заметным влиянием культуры местного чудского населения.
Таким образом, можно наметить два основных направления миграции населения, оставившей след на археологической карте Устюгской округи: со стороны Новгорода и Верхней Волги.

### XIII—XIV века
Великий Устюг — один из 15 древних русских городов наряду с городами Золотого Кольца. Из построек преобладают древние храмы, обители и монастыри.
Первоначальным детинцем Великого Устюга считается нынешнее Соборное дворище, заселение которого прослеживается с середины XII века. По одной из версий, Великий Устюг возник как форпост соседнего Гледена. Впервые в источниках город Устюг, возможно, упоминается в 1207 году. Владимирский князь Всеволод Большое гнездо отдаёт своему сыну Константину в удел Ростов с пятью городами, предполагается, что среди них и Устюг (хотя название его в перечислении не указано).
Первое неоспоримое письменное упоминание: в 1212 году преподобным Киприаном Устюжским основан первый на Русском Севере — Михайло-Архангельский монастырь. Фактически это дало толчок развитию города на левой стороне реки Сухоны.
В 1218 году Устюг подвергся нападению камских булгар, ведших борьбу с русскими князьями за волжско-камский водный путь, дававший выход к богатым охотничьим угодьям. Летописное сообщение об этом событии является первым упоминанием города под его современным названием.
Город был разграблен монголо-татарами в 1238 году, но сумел быстро восстановиться. Уже через два года князья Юрий и Святослав Всеволодовичи повели русские дружины против булгар «из Ростова полк посла, а другой со Устюга на верх Камы».
С середины XIV века все чаще прослеживается взаимная агрессия в отношениях Устюга и Новгорода. Из всех этих сведений можно было бы сделать вывод о переориентации устюжан на Москву и Ростов, но и среди их владений (грамоты о Новгородско-Московских границах и распределении сфер влияния) упоминания об Устюге как чьем-либо владении нет. Интересна ссылка автора на Герберштейна, который упоминал о существовавшем вплоть до начала XVI века особом языке устюжан, не похожем ни на один из известных ему. Вклиниваясь на северо-востоке во владения Новгородской республики, Устюг с самого своего основания служил опорным пунктом ростово-суздальских князей, преграждая дорогу в древнее Заволочье (см. Устюжский летописный свод). С 1364 по 1474 год существовало Устюжское княжество с центром в Великом Устюге.

### Конец XIV века — XVII век
В XIV—XV веках борьба, разгоревшаяся за Север, не оставила в стороне и Устюг. Новгородцы шесть раз нападали на него. Устюжане выступали на стороне московских князей.
В конце XIV века при великом князе Василии I Устюг окончательно закрепился за Великим княжеством Московским. В 1399 году, после очередного нападения и разорения со стороны новгородцев, была отстроена новая крепость, известная сегодня как Городище. В 1446 году Устюг отразил набег татар. В середине XVI века Устюг перестал быть окраинным укреплением и потерял своё военное значение. Однако благодаря выгодному географическому положению (в связи с открытием торгового пути по Сухоне и Северной Двине к Белому морю) он продолжал развиваться как торговый центр. Рост торговли послужил толчком к развитию кустарных производств и художественных промыслов.
В XVI веке торговое значение Устюга настолько возросло, что Иван IV включил его в число опричных городов, дававших деньги «на государев обиход». Именно в этот период за ним утверждается название Великий.
XVII век был веком расцвета Великого Устюга, как и для других городов, стоявших на Северо-Двинском водном пути. Практически вся внешняя торговля Русского государства, ввиду отсутствия выхода к Балтийскому морю, осуществлялась по Двине через Архангельск. До конца XVII века город был центром огромной по территории Велико-Устюгской области.
По примеру святителя Стефана Пермского устюжане осваивают новые земли: двигаются в Сибирь, на Дальний Восток, в Русскую Америку. Напоминанием об этом в современном городе служат улицы, названные именами устюжан Дежнёва, Атласова, Михаила Матвеевича Булдакова, Неводчикова, Шалаурова, Бахова.

### XVIII — начало XX века
В XVIII веке в связи с перемещением торговых путей Великий Устюг, как и многие другие северные города, утратил торгово-транспортное значение. С утратой былой славы менялось и административное положение Устюга.
В 1708 году, когда Пётр I разделил страну на восемь губерний, Великий Устюг вошёл в состав Архангелогородской губернии, стал центром Великоустюжского уезда и получил статус провинциального города, (с 1719 года центр Великоустюгской провинции), а с 1780 года в составе Вологодского наместничества. В XIX век он вступил в качестве уездного города Вологодской губернии.
В конце XVIII века в городе из-за «прекрайней тесноты» произошло несколько крупных пожаров, в результате которых выгорел почти весь посад. Было предложено несколько планов перестройки города. Окончательно утверждён план землемера Голубева, который считается образцом сохранения старой застройки.

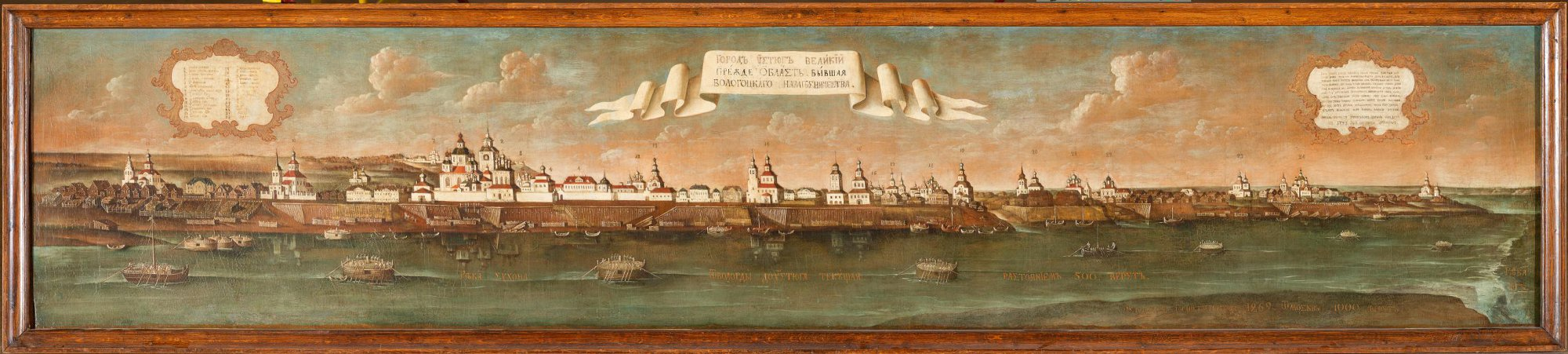
Вид города со стороны Сухоны в 1795 г.

4 декабря 1911 года открыта женская учительская семинария.

#### В РСФСР
В апреле 1920 года председатель местного Горисполкома Е. Е. Горовой предлагал учредить в городе государственный университет.
В 1918—1929 годах Великий Устюг был центром Северо-Двинской губернии РСФСР. Затем в 1929—1930 годах город был центром Северо-Двинского округа Северного края (Архангельск). После упразднения округа с 1930 по 1936 год вместе с Великоустюгским районом входил в состав Северного края (Архангельск). В 1936—1937 годах — райцентр Северной области (Архангельск). После упразднения Северной области 23 сентября 1937 года в качестве районного центра вместе с Великоустюгским районом вошёл в состав Вологодской области.
В 1921—1922 годах в городе был образован Северо-Двинский университет, первый на Русском Севере. Действовал Учительский институт. В 30-е годы XX века нанесен большой урон самобытному архитектурному облику города, было разрушено и обезображено множество соборов, церквей и часовен. В частности, снесены церкви Иоанна Предтечи, Троицы (1705), Александра Невского (1707), Варвары Великомученицы (1709), Варлаама Хутынского (1704), Воскресения (1710), Рождества Христова (1716), Иоанна Богослова (1720), Петра и Павла (1749), а также Яиковский Филипповский монастырь.

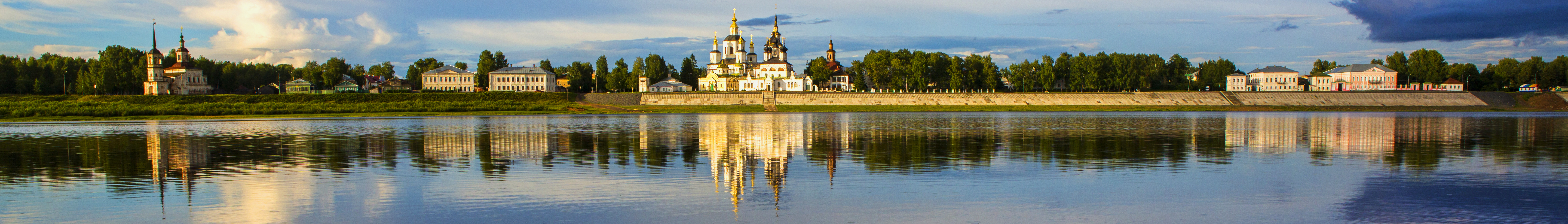
Вид города со стороны Сухоны в XXI веке.

Великий Устюг — родина российского Деда Мороза, главного волшебника страны с 1998 г.

## Физико-географическая характеристика

### Географическое положение
Великий Устюг расположен на северо-востоке европейской части России в центральной части Восточно-Европейской равнины на левом берегу реки Сухоны, у истока Северной Двины. Средняя высота над уровнем моря — 70 м.
Великий Устюг примерно равноудалён от трёх региональных центров Вологды, Кирова и Сыктывкара на 400…450 км. Расстояние до Москвы — 914 км, до Санкт-Петербурга — 1100 км, до Котласа — 69 км. Самый восточный районный центр Вологодской области (самым же восточным городом области является Красавино, расположенный в 20 км севернее). Расстояние между Великим Устюгом и Чагодой, как самыми крайними восточным и западным районными центрами области, по автодорогам составляет примерно 765 км.

### Климат
| Показатель                                                                      | Янв.  | Фев. | Март | Апр. | Май | Июнь | Июль | Авг. | Сен. | Окт. | Нояб. | Дек.  | Год  |
| ------------------------------------------------------------------------------- | ----- | ---- | ---- | ---- | --- | ---- | ---- | ---- | ---- | ---- | ----- | ----- | ---- |
| Средний суточный максимум, °C                                                   | −11   | −8   | −1   | 7    | 14  | 20   | 23   | 19   | 12   | 5    | −4    | −9    | 5,6  |
| Средняя температура, °C                                                         | −12,5 | −11  | −5,3 | 1,8  | 9,3 | 15,7 | 18,1 | 14,3 | 8,6  | 1,8  | −7    | −10,9 | 2    |
| Средний суточный минимум, °C                                                    | −16   | −14  | −9   | −2   | 4   | 9    | 12   | 9    | 5    | 0    | −8    | −13   | −1,9 |
| Источник: Monthly Averages for Velikiy Ustyug, RUS, NASA. База данных RETScreen |       |      |      |      |     |      |      |      |      |      |       |       |      |

| Показатель              | Янв. | Фев.  | Март | Апр. | Май | Июнь | Июль | Авг. | Сен. | Окт. | Нояб. | Дек.  | Год |
| ----------------------- | ---- | ----- | ---- | ---- | --- | ---- | ---- | ---- | ---- | ---- | ----- | ----- | --- |
| Средняя температура, °C | −13  | −11,2 | −4,5 | 2,6  | 9,6 | 15,3 | 17,8 | 14,4 | 8,6  | 2,6  | −5,7  | −10,6 | 2,2 |
| Норма осадков, мм       | 38   | 29    | 29   | 31   | 43  | 65   | 62   | 63   | 54   | 50   | 47    | 44    | 555 |
| Источник:               |      |       |      |      |     |      |      |      |      |      |       |       |     |

Средняя дата появления первых устойчивых морозов в Великом Устюге — 18 ноября.

### Часовой пояс

Город Великий Устюг, так же, как и вся Вологодская область, находится в часовом поясе, обозначаемом по международному стандарту как Московское время (MSK). Смещение относительно Всемирного координированного времени UTC составляет +3:00.

## Население
| 1856    | 1881    | 1897    | 1926    | 1931    | 1939    | 1959    | 1967    | 1970    |
| ------- | ------- | ------- | ------- | ------- | ------- | ------- | ------- | ------- |
| 8000    | ↗8020   | ↗11 100 | ↗19 100 | ↗23 400 | ↗32 100 | ↗37 026 | ↘35 000 | ↗36 737 |
| 1979    | 1989    | 1992    | 1996    | 1998    | 2000    | 2001    | 2002    | 2003    |
| ↗37 916 | ↘36 202 | ↘36 200 | ↘35 800 | ↘35 400 | ↘35 000 | ↘34 600 | ↘33 419 | ↘33 400 |
| 2005    | 2006    | 2007    | 2008    | 2009    | 2010    | 2011    | 2012    | 2013    |
| ↘32 700 | ↘32 400 | ↘32 100 | ↘32 000 | ↘31 928 | ↘30 926 | ↗31 700 | ↗31 906 | ↗31 984 |
| 2014    | 2015    | 2016    | 2017    | 2018    | 2019    | 2020    | 2021    | 2023    |
| ↘31 983 | ↘31 806 | ↘31 644 | ↘31 606 | ↘31 475 | ↘31 189 | ↘31 019 | ↘28 670 | ↘28 266 |

На 1 января 2025 года по численности населения город находился на 523-м месте из 1124 городов Российской Федерации.

## Экономика
В 2006 году начал работу завод по производству древесных топливных гранул (пеллет) — крупнейший в стране. В 2010 году прекратил производство из-за отсутствия сбыта, но в 2018 его работа была возобновлена.
В XVII веке в Великом Устюге сложился известный русский народный художественный промысел — великоустюгское чернение по серебру. В 1933 году была образована артель Северная чернь, располагавшаяся в доме Самойловых (г. Великий Устюг, ул. Рабочая, 19), которая позже превратилась в завод «Северная чернь», производящий художественные серебряные изделия, в том числе ювелирные, на котором работали порядка 500 человек. Известны также сувениры фабрики «Великоустюгские узоры» (плетение, резьба и роспись по берёсте: шкатулки, туеса и др.). В городе работает кисте-щёточная фабрика, существующая с 1922 года.

## Официальная символика

### Герб
Первый герб Великого Устюга был утверждён 2 октября 1780 года. Современный герб, созданный на основе исторического, был утверждён 1 декабря 2000 года постановлением № 161 Великоустюгской Думы. Геральдическое описание (блазон) гласит:
В зелёном поле над серебряной волнистой оконечностью золотая земля с возвышением слева, на которой полулежит, опираясь на возвышение, обращённый вправо Водолей в зелёном лавровом венке и опускающейся от пояса серебряной одежде, держащий два косвенно опрокинутых навстречу друг другу червлёных (красных) кувшина с изливающейся серебряной водой; один кувшин под десницей Водолея на его коленях, другой — под его шуйцей (левой рукой) на возвышении. В вольной части — герб Вологодской области.

### Флаг
«Флаг города Великого Устюга представляет собой зелёное полотнище с отношением ширины к длине 2:3, несущее изображение фигур герба города Великого Устюга в сокращённой версии (без вольной части)». Решение вступило в силу 1 января 2006 года.
Флаг разработан на основе герба Великого Устюга, геральдическое описание которого гласит:
В зелёном поле над серебряной волнистой оконечностью золотая земля с возвышением слева, на которой полулежит, опираясь на возвышение, обращённый вправо Водолей в зелёном лавровом венке и опускающейся от пояса серебряной одежде, держащий два косвенно опрокинутых навстречу друг другу червлёных (красных) кувшина с изливающейся серебряной водой; один кувшин — под десницей Водолея на его коленях, другой — под его шуйцей на возвышении. В вольной части — герб Вологодской области.
Эта композиция появилась на знамёнах армейских полков, расквартированных в Великом Устюге, в XVIII веке. Она символизирует слияние рек Юга и Сухоны с образованием реки Северная Двина.

### Гимн
Гимн города, являющийся одновременно гимном района, был утверждён 27 февраля 2004 года. Автор текста — Н. И. Чебыкин, автор музыки — преподаватель Великоустюгской детской школы искусств Владимир Иванович Чебыкин.

## Территориальное деление и муниципальное образование
1 января 2006 года было образовано городское поселение «Город Великий Устюг», в состав которого, кроме самого города, вошла деревня Слободка, ранее входившая в Юдинский сельсовет. Код ОКТМО — 19 614 101.
С июня 2022 года городское поселение упразднено, так как Великоустюгский район преобразован в муниципальный округ.
| Населённый пункт | ОКАТО          | Индекс | Координаты                      |
| ---------------- | -------------- | ------ | ------------------------------- |
| деревня Слободка | 19 214 884 038 | 162393 | 60°47′14″ с. ш. 46°16′13″ в. д. |

Город делится на 6 микрорайонов: Центр, Вторая часть, Гора, Яиково, Борки и Район ЦРБ. В черту города входят посёлки Добрынино, Дымково, Коромыслово, Маринино.
Центр — исторический район города. Здесь сосредоточены основные памятники истории и культуры.

## Достопримечательности
В городе сохранилось 28 храмов XVII—XVIII веков.

### Церкви и монастыри Великоустюгского уезда
- Соборное дворище:
  - Собор Прокопия Праведного
  - Успенский собор
  - Иоанновский собор
  - Архиерейский дом и с церковью святителя Алексия Московского
  - Богоявленская церковь
- Михайло-Архангельский монастырь
- Знамено-Филипповский монастырь
- Иоанно-Предтеченский монастырь
- Спасо-Преображенский монастырь
- Церковь Вознесения (XVII век)
- Церковь Симеона Столпника (XVIII век)
- Мироносицкая церковь

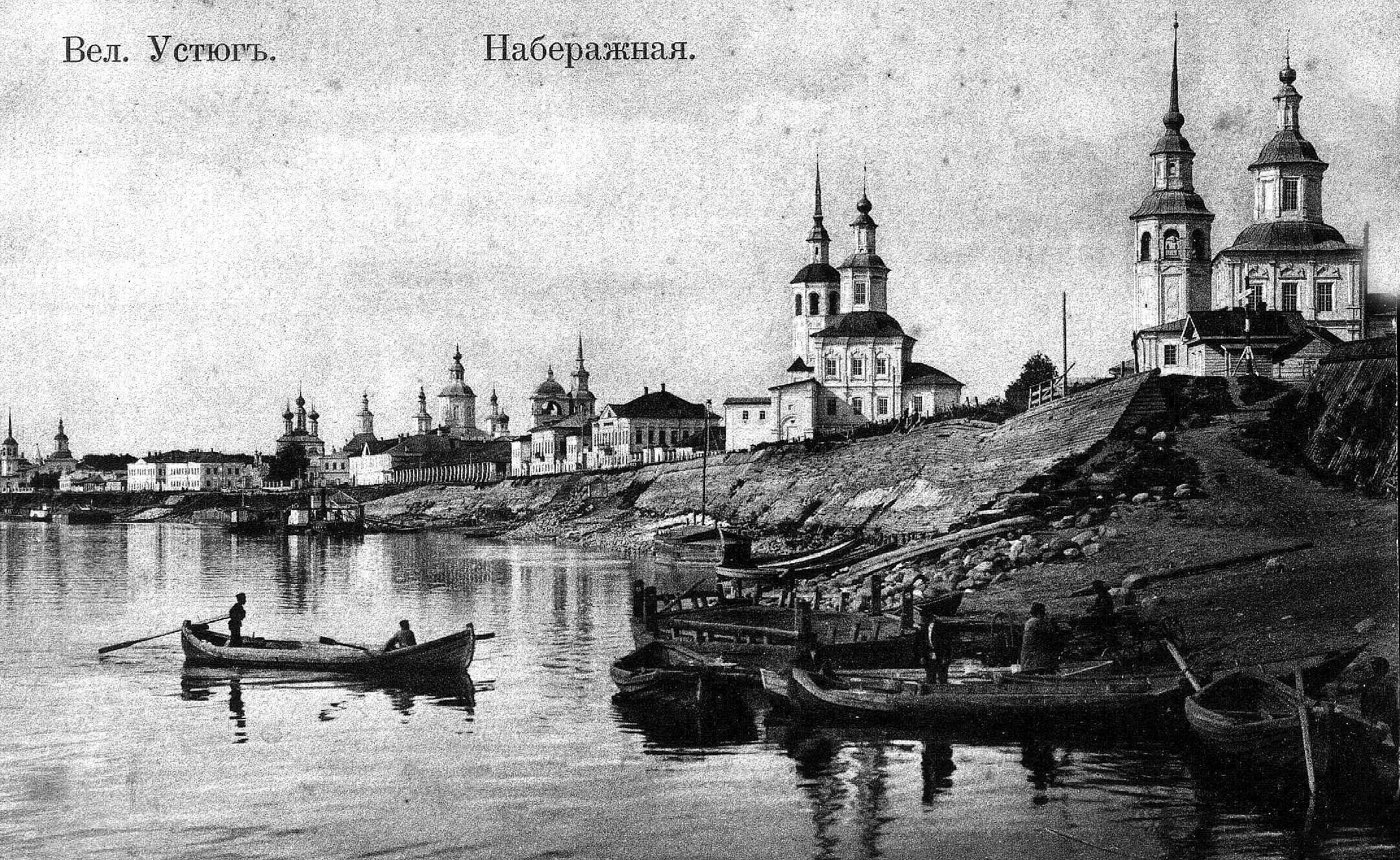
Великий Устюг в начале XX века. В советское время было снесено не менее 10 храмов
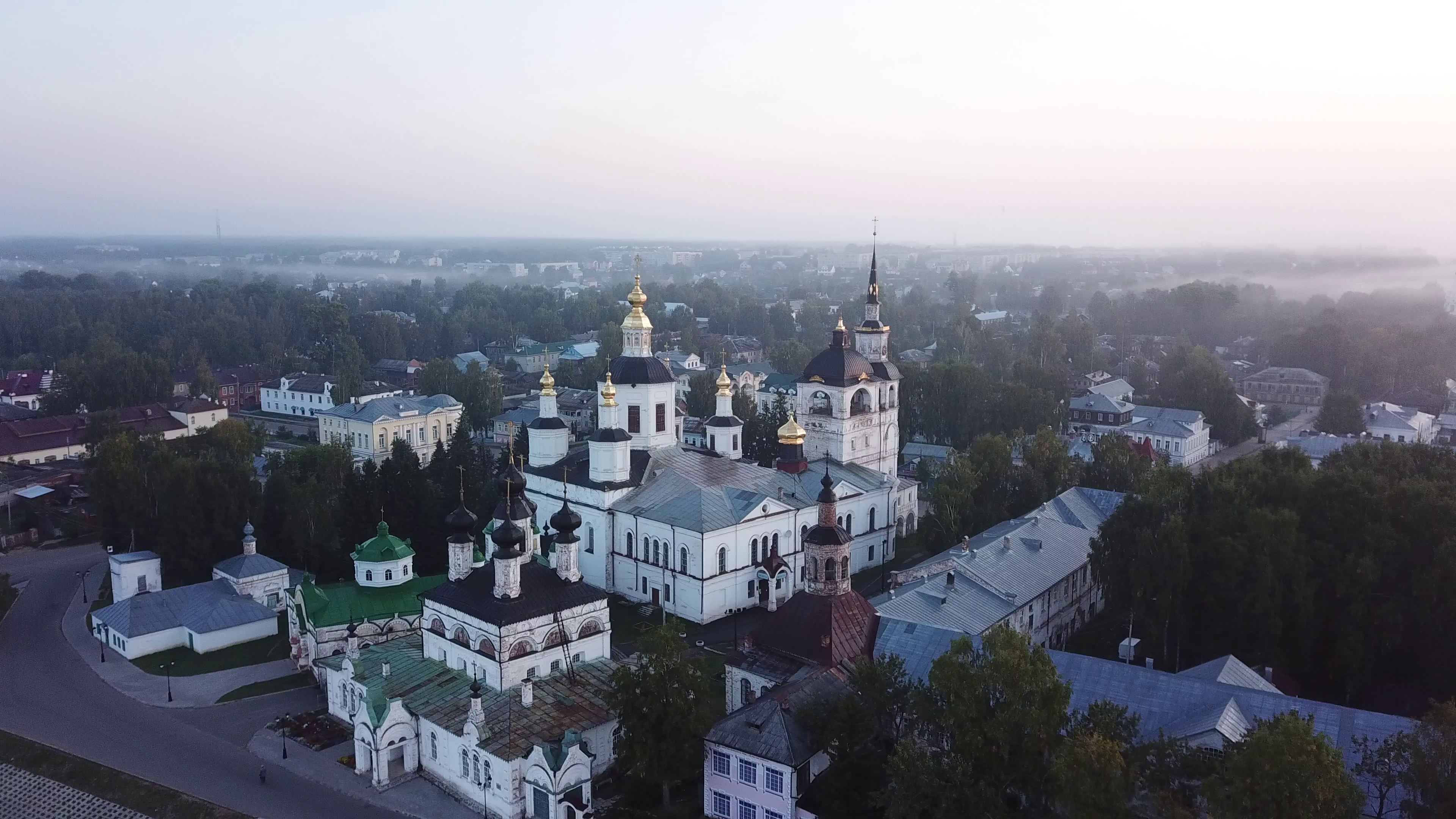
Великий Устюг в начале XXI века. Соборное дворище
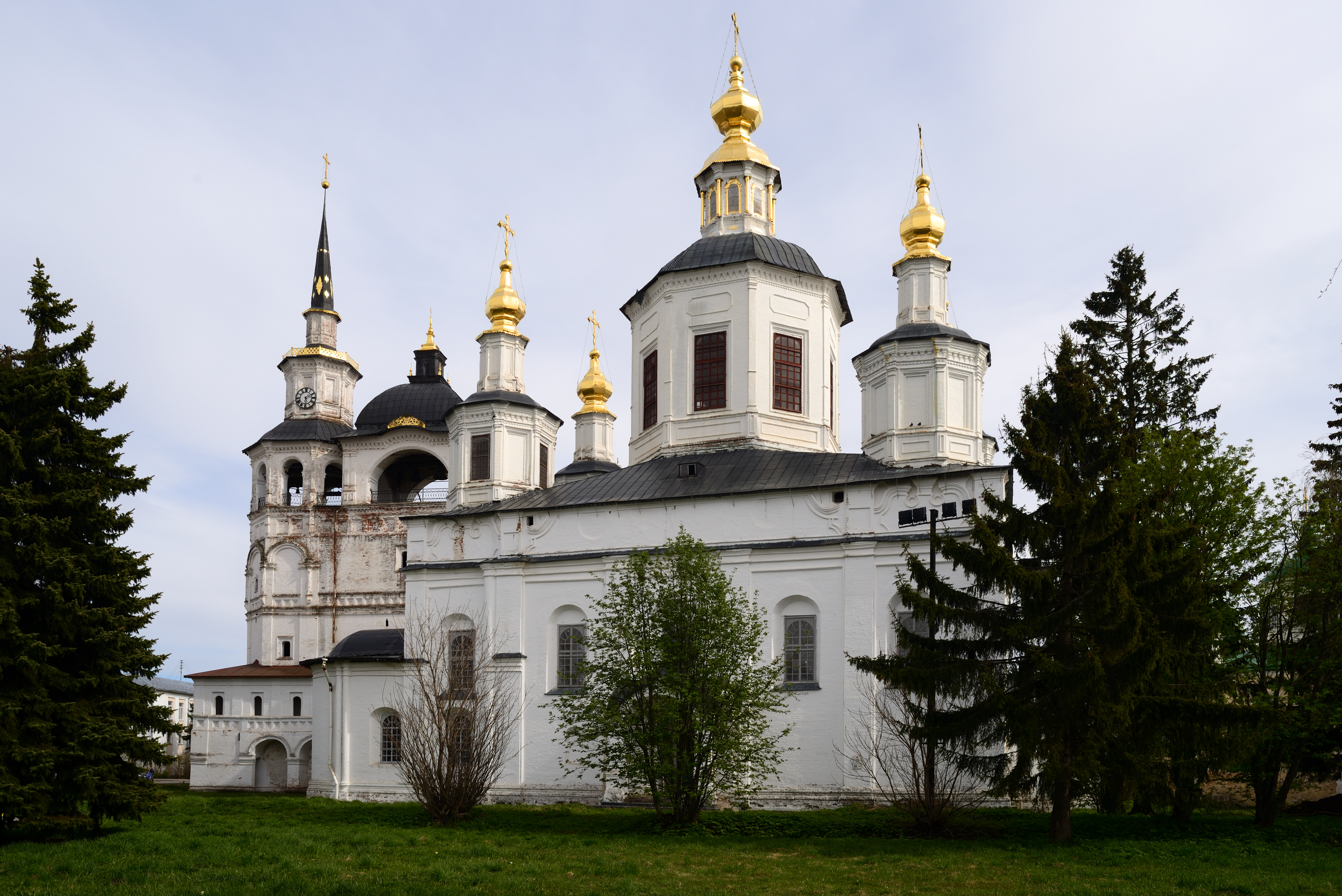
Успенский собор
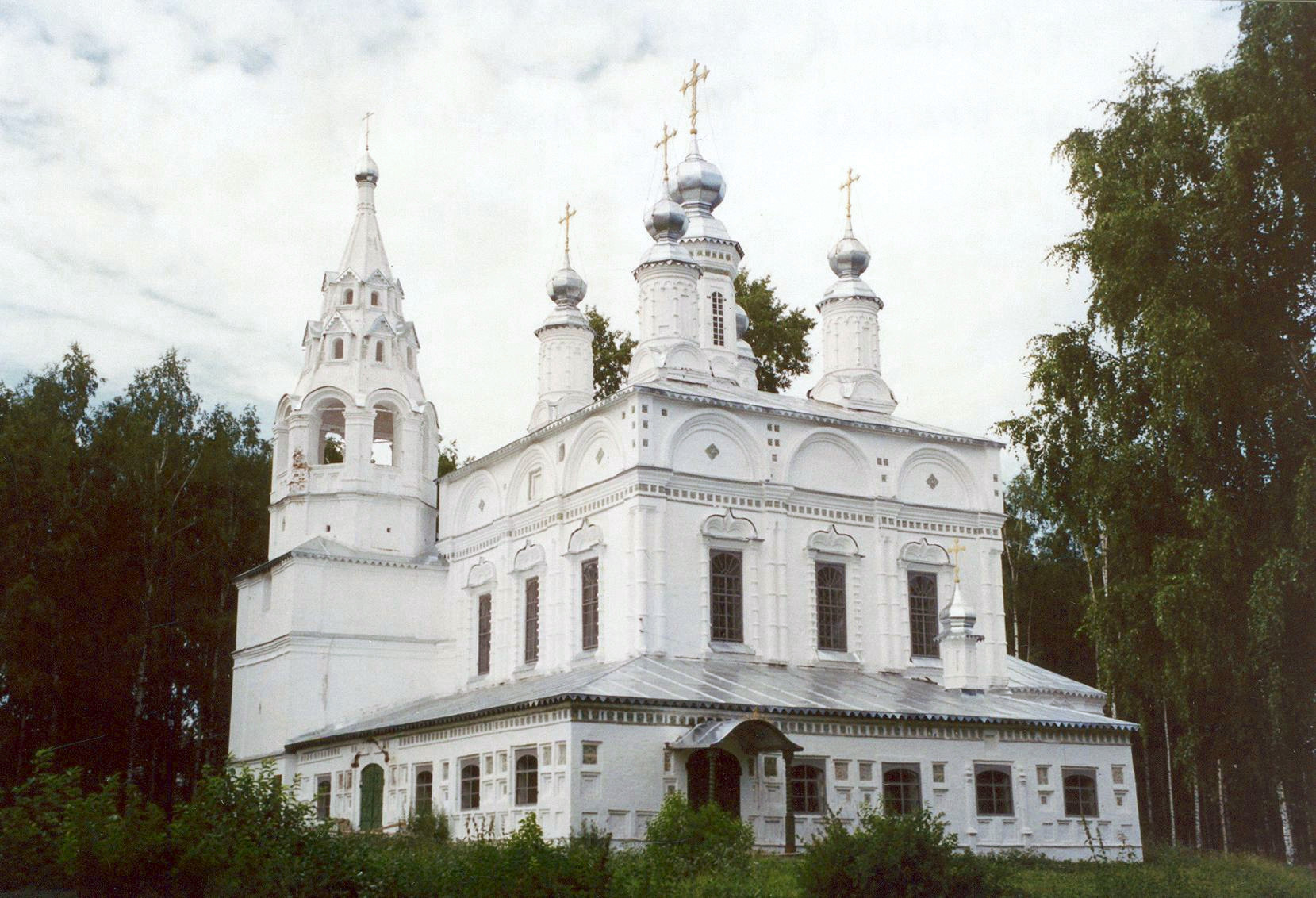
Спасо-Преображенская церковь
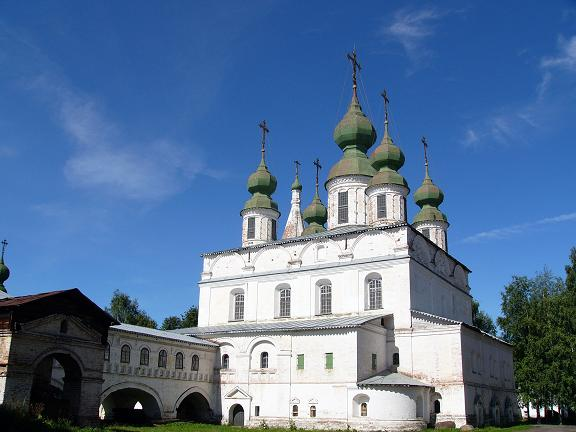
Михайло-Архангельский монастырь
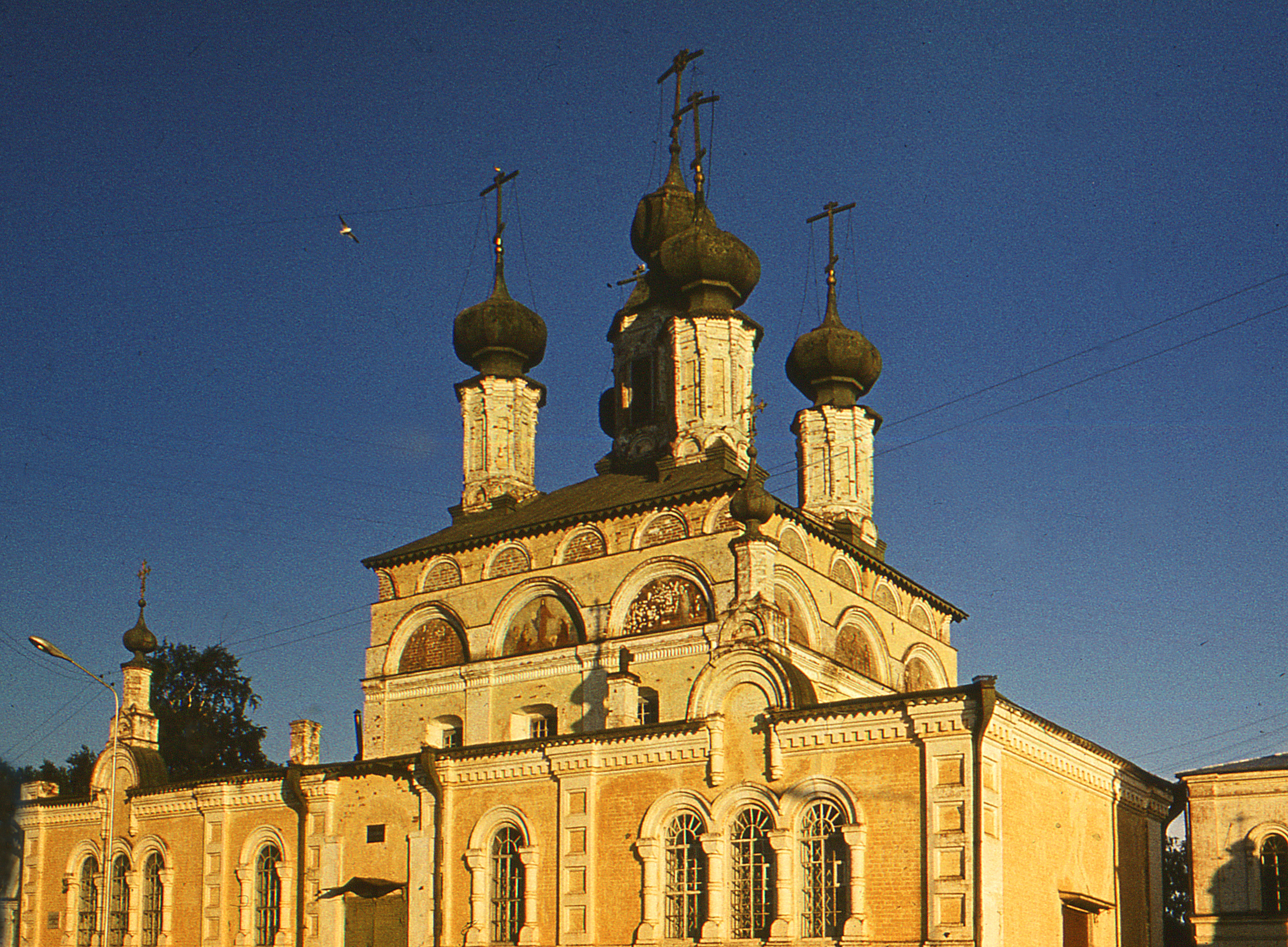
Собор Св. Прокопия
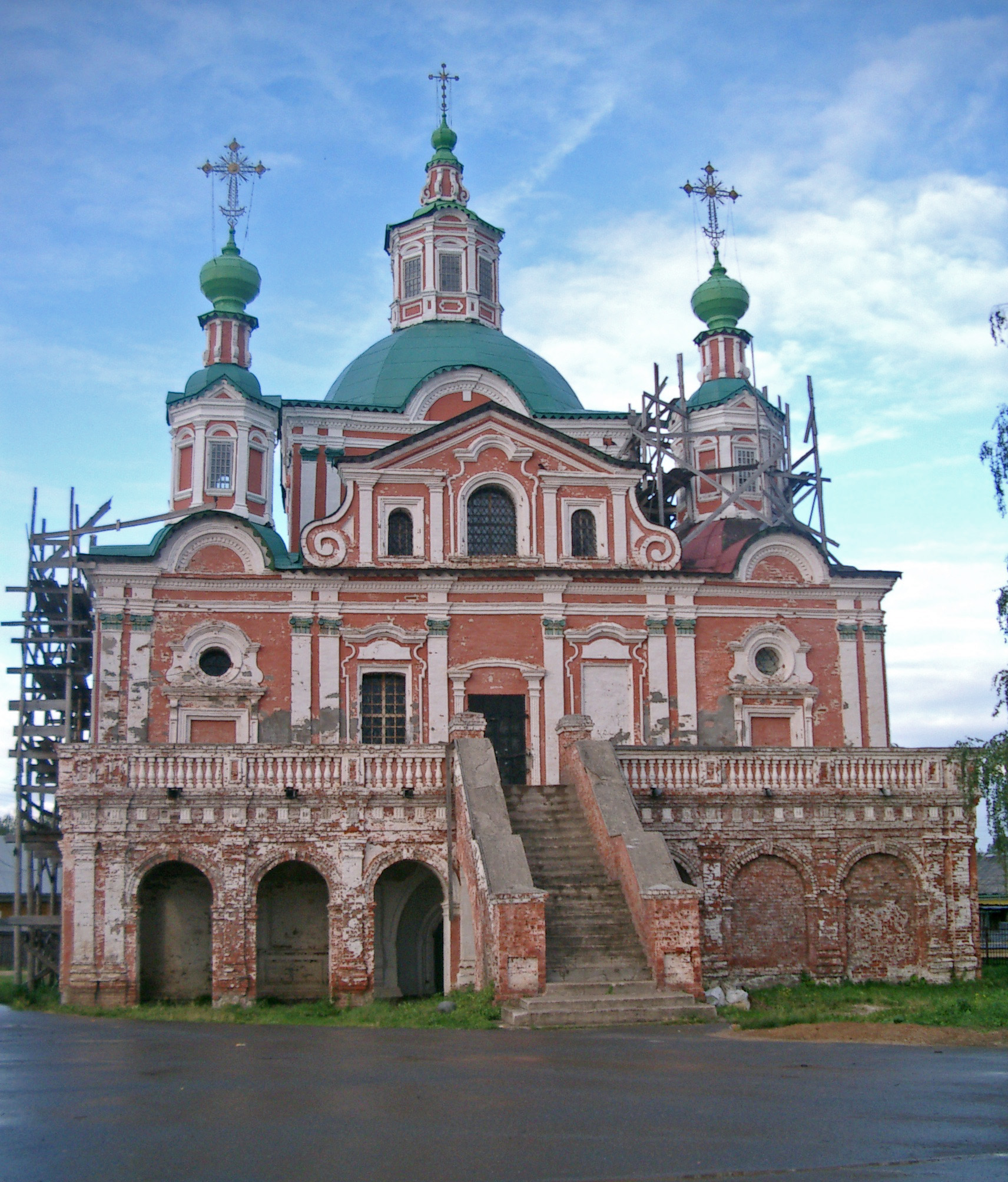
Церковь Симеона Столпника (XVIII век)

### Гражданская архитектура
В Великом Устюге сохранилось несколько памятников архитектуры XVIII века, самый яркий из которых — Усадьба Шилова, построенная в 1760-х годах в стиле елизаветинского барокко. Также в городе имеются несколько десятков памятников гражданской архитектуры XIX века:
- Дом Усова
- Дом Охлопкова
- Дом Ноготковых
- Усадьба Булдакова

## Проект «Великий Устюг — родина Деда Мороза»
По инициативе бывшего мэра Москвы Юрия Лужкова и губернатора Вологодской области Вячеслава Позгалева, в Вологодской области с 1999 года действует туристический проект «Великий Устюг — родина Деда Мороза». Торжественное открытие Дома Деда Мороза состоялось 25 декабря 1999 года.
В Великий Устюг идут туристические поезда из Москвы, Санкт-Петербурга, Вологды, Казани, разработаны специализированные автобусные путешествия.
За первые три года (с 1999 по 2002 год) число туристов, посетивших город Великий Устюг, выросло с 2 тысяч до 32 тысяч. По заявлению тогдашнего губернатора Вологодской области Вячеслава Позгалёва с начала реализации проекта Деду Морозу было направлено более миллиона писем от детей из различных стран, товарооборот в городе вырос в 15 раз, снизилась безработица.
По данным Дома Деда Мороза, в 2009 году родину волшебника посетило 204 849 человек. По сравнению с началом 2009 года, в 2010 году число гостей выросло на 12 %. Количество писем, которые пришли на Почту волшебника, также в плюсе по сравнению с прошлым годом и составило 157 тысяч.
В 2018 году годовой поток туристов на «родину» Деда Мороза достиг 300 тысяч человек.

## Социальная сфера

### Культура
- В городе действует Великоустюгский культурно-досуговый центр, в состав которого входит Дом культуры, городской парк культуры и отдыха и Центр традиционной народной культуры «Лад»[55].
  - Дом культуры был открыт ещё в 1949 году в здании, которое в 1844 году принадлежало купцу Григорию Усову. В 2014 году в Доме культуры работало 40 клубных объединений, в том числе: заслуженный народный фольклорный коллектив «Истоки», народный танцевальный коллектив «Устюжаночка», детский танцевальный коллектив «Незабудки», народный цирк «Кураж», народный хор ветеранов, народный коллектив-клуб гармонистов «Сухонские переборы» и другие[56].
  - Парк культуры и отдыха, расположенный в центре города и являющийся частью бывшей купеческой усадьбы устюгского купца М. М. Булдакова, ведет свое летоисчисление с 1824 года, когда он был подарен городу и стал «Общественным садом». В 1937 году «Общественный сад» был переименован в «Городской парк», а с 2009 года носит имя М. М. Булдакова. Старейший парк Вологодской области с реликтовыми деревьями и липовой аллеей XIX века, зонами отдыха и аттракционами — излюбленное место для семейного отдыха и проведения городских мероприятий[57].
  - Центр традиционной народной культуры «Лад», созданный в 2007 году с целью сохранения и восстановления народных традиций, в своем составе имеет: ткацкие мастерские, мастерские по пошиву и реконструкции традиционного народного костюма, лоскутному шитью, росписи, плетению и резьбе по бересте, кружевоплетению, глиняной игрушке, народной кукле и другие[58].
- Великоустюгский государственный историко—архитектурный и художественный музей-заповедник — многопрофильный музейный комплекс, на балансе которого 27 памятников федерального значения, в том числе: собор Успения Пресвятой Богородицы (XVII—XVIII вв.), Михайло-Архангельский собор (XVII в.), Троицкий собор Троице-Гледенского монастыря (XVII—XVIII вв.). Музей-заповедник имеет современное фондохранилище (депозитарий) с экспозициями доступного для посетителей хранения, реставрационными мастерскими и лекционно-выставочным залом. За проект "Реставрация памятника архитектуры XIX — начала XX века «Усадьба Чебаевских» и создание Фондохранилища Великоустюгского государственного историко-архитектурного и художественного музея—заповедника творческий коллектив музея удостоен государственной премии Вологодской области в сфере культуры и искусства за 2008 год. В структуре музея-заповедника 5 музеев: музей истории и культуры Великого Устюга, музей этнографии, музей древнерусского искусства, музей природы и музей новогодней и рождественской игрушки[59].

### Здравоохранение
В Великом Устюге находятся следующие лечебно-оздоровительные учреждения:
- Великоустюгская ЦРБ
- Две детские поликлиники
- Взрослая поликлиника
- Поликлиника восстановительного лечения
- Центр здоровья

### Образование
В городе расположены 6 школ, гимназия, коррекционная школа-интернат и школа рабочей молодёжи, четыре средних профессиональных учебных заведения.
В дошкольном образовании работают 20 учреждений.
Дополнительное образование обеспечивают 9 учреждений:
- Школа искусств
- Художественная школа
- Дом детского творчества
- Дом культуры
- Центр традиционной народной культуры «Лад»
- Две детско-юношеские спортивные школы
- ДЮЦ «Авангард»
- Автошкола РОСТО (ДОСААФ)
- Воскресная школа

## Спорт
- Физкультурно-оздоровительный комплекс
- ДЮСШ
- ДЮСШ по плаванию
- Ледовый дворец «Мороз-Арена»

## Религия
Великий Устюг, город с богатой православной историей, является местом рождения, жизни и кончины десятков святых русской земли, самые известные из них: считающийся покровителем города, первый Христа ради юродивый Прокопий Праведный, проповедник христианства в земле Коми святитель Стефан Пермский, святые праведные Иоанн и Мария, преподобный Киприан — основатель Михайло-Архангельского монастыря, праведный Иоанн Устюжский, преподобный Филипп Яиковский — основатель Знаменского монастыря, в том числе новомученики: архиепископы Алексий (Бельковский) и Николай (Клементьев), протоиереи Константин Богословский и Сергий Рохлецов. преподобномученик Никифор Югов.
Население города до революции было очень набожным, практически все храмы были построены на пожертвования богатых устюжан и содержались на деньги прихожан.
В городе, кроме православных церквей, были синагога и протестантская кирха.
В Великом Устюге 7 действующих православных храмов: собор Прокопия Праведного, кладбищенская церковь Стефана Пермского и храм преподобного Симеона Столпника, храм великомученика Георгия Победоносца, храм святителя Леонтия Ростовского, храм преподобного Сергия Радонежского в Дымковской Слободе и Михайло-Архангельский монастырь. Действуют две воскресные школы и паломническая служба.

## Транспорт

### Железнодорожный транспорт
Железнодорожная станция Великий Устюг (60°47′01″ с. ш. 046°16′41″ в. д.) Северной железной дороги является конечной станцией участка Ядриха — Великий Устюг длиной 54,5 км. С 2005 года по 2020 год движение пассажирских поездов не осуществлялось.
16 ноября 2020 года пригородный поезд Котлас — Великий Устюг был возвращен на линию, но спустя два года обслуживание пригородного поезда прекратилось. Теперь с конца декабря по конец марта станция принимает пассажирские туристические поезда разового назначения.

### Аэропорт
Аэропорт Великий Устюг (60°47′18″ с. ш. 046°15′36″ в. д.). С марта 2012 года авиакомпания Северсталь (Череповец) осуществляет регулярные рейсы по маршруту Москва — Череповец — Великий Устюг, Санкт-Петербург — Череповец — Великий Устюг самолётами ЯК-40, два раза в неделю, по специальному тарифу «Дед Мороз» Расписание авиарейсов на сайте авиакомпании. В 2017 году планировалось начать реконструкцию Аэропорта. Она состоит из двух этапов: первый — реконструкция взлетно-посадочной полосы, второй — реконструкция объектов аварийного, заправочного комплекса, объектов обслуживания пассажиров.
С декабря 2022 года аэропорт открыт после реконструкции. Авиакомпания Вологодское авиапредприятие осуществляет рейсы до Котласа, Вологды, Архангельска по вторникам и четвергам на самолётах ЯК-40; авиакомпания Северсталь осуществляет рейсы до Череповца по средам, пятницам и воскресеньям на самолётах Sukhoi Superjet. С пересадками можно добраться до Москвы и Санкт-Петербурга.

### Городские автобусы
Автобусное движение в городе было открыто в 1947 году. Первый автобус проходил по маршруту ССРЗ — мясокомбинат.
На сегодняшний день существуют семь городских маршрутов.
| Автобусные маршруты в Великом Устюге | Автобусные маршруты в Великом Устюге | Автобусные маршруты в Великом Устюге | Автобусные маршруты в Великом Устюге |
| № марш.                              | Конечный остановочный пункт 1        | Конечный остановочный пункт 2        | Длина маршрута                       |
| ------------------------------------ | ------------------------------------ | ------------------------------------ | ------------------------------------ |
| 1                                    | ПАТП                                 | Судоремонтный завод                  | 5 км 420 м                           |
| 2                                    | Речное училище                       | ЖД вокзал                            | 5 км 890 м                           |
| 3/145                                | Судоремонтный завод                  | Аэропорт                             | 7 км 90 м                            |
| 4                                    | ПАТП                                 | ЖД вокзал                            | 6 км 360 м                           |
| 6                                    | Судоремонтный завод                  | Гимназия                             | 6 км 620 м                           |
| 7                                    | Некрасова                            | Молокозавод                          | 6 км 130 м                           |
| 8                                    | Автовокзал                           | Парковая                             | 7 км 200 м                           |

Автопарк состоит из ЛиАЗ-5256, МАЗ-103, ПАЗ-3205, ПАЗ-4234, работающих на городских маршрутах.
Монополистом по пассажирским перевозкам является ЗАО «Великоустюгское ПАТП».

#### Междугородние
Великий Устюг имеет постоянное автобусное сообщение с Вологдой, Котласом, Череповцом, Архангельском, Северодвинском, Кичменгским Городком, Никольском, Нюксеницей и Тарногой.

### Речной транспорт
Существует паромное сообщение с заречной стороной.
Маршрут парома:
- ул. Васендина — Коромыслово — Кузино — Аристово.

С 2021 года через Великий Устюг проходит федеральная трасса А-123. Автодорога имеет важное значение для внутреннего туризма.

## Связь
Стационарные телефоны города обслуживаются ПАО «Ростелеком». Действующие операторы сотовой связи: МегаФон, МТС, Билайн, Теле2.
Услуги проводного доступа к сети интернет предоставляют две компании — ПАО «Ростелеком», ООО «Терабит».

## Средства массовой информации
Телевидение

- 26 цифра DVB-T2 (1мп)
- 31 цифра DVB-T2 (2мп)
- Телеканал "Русский Север" ("Провинция"). Вещает в кабельный сетях на 21 канале.

Газеты
- «Советская мысль»
- «Устюжаночка»

Радио
- 100,1 — Радио Трансмит[66] / Радио Великого Устюга (РТПС 1 Вт)
- 103,0 — Европа Плюс[67]
- 103,5 — Русское радио / Устюг FM (100 Вт, 38 м)
- 105,2 — Радио России / ГТРК Вологда (Якутино 1 кВт)
- 107,8 — Радио Дача

Кабельное ТВ
Услуги кабельного ТВ в городе предоставляют две компании:
- Терабит
- Ростелеком

## Люди, связанные с городом
В Великом Устюге родился епископ Стефан, креститель земель пермских. В XIV веке он отправился в земли коми, создал для них алфавит и перевёл на их язык основные церковные сочинения. Причислен к лику святых как Святитель Стефан Пермский.
Великий Устюг — родина выдающихся мореходов и землепроходцев, сыгравших заметную роль в освоении Сибири и Русской Америки:
- Владимир Атласов — русский землепроходец
- Семён Дежнёв — русский землепроходец и путешественник
- Василий Шилов — первооткрыватель Алеутских островов и первый составитель их карты.
- Михаил Булдаков — первенствующий директор Российско-Американской компании, исследователь Аляски.
- Выше по течению Сухоны, на её левом берегу находится деревня, в которой близко к воде установлен памятный крест в честь того, что в этой деревне родился Ерофей Хабаров — русский исследователь Дальнего Востока и путешественник.

Социолог Питирим Сорокин по отцу был родом из Устюга, неоднократно бывал там, в том числе сдал в мужской гимназии экстернатом экзамены за гимназический курс. Позже Питирим Сорокин вёл в Устюге активную культурную и политическую жизнь, посвятил Устюгу несколько глав в своих путевых заметках «Пёстрое кружево», а также после установления весной 1918 года в Великом Устюге власти большевиков провёл несколько недель в Устюжской тюрьме.
Далее см. Категория:Персоналии:Великий Устюг

### Почётные граждане
В скобках указан год присвоения звания:
- Шаховцев — (1890)[73]
- Шильниковский, Евстафий Павлович (1970)
- Фалин, Александр Владимирович (1972)
- Щелкунов, Василий Иванович (1972)
- Тропин, Иван Николаевич (1972)
- Меркурьев, Илья Михайлович (1972)
- Угрюмова, Надежда Александровна (1972)
- Демидова, Вера Андреевна (1977)
- Козулин, Алексей Иванович (1977)
- Орлова, Екатерина Зосимовна (1977)
- Смольникова, Фаина Кирилловна (1982)
- Банин, Симон Яковлевич (1982)
- Строганова, Галина Прокопьевна (посмертно) (1983)
- Кудрин, Николай Михайлович (1986)
- Сычев, Алексей Алексеевич (1987)
- Маркова, Александра Егоровна (1990)
- Марков, Юрий Михайлович (1992)
- Образцова, Лариса Алексеевна (1997)
- Плеханов, Алексей Николаевич (1997)
- Чучина, Нина Константиновна (1998)
- Лужков, Юрий Михайлович (1999)
- Бекряшев, Николай Георгиевич (2000, посмертно)
- Васильев, Михаил Прохорович (2001)
- Усов, Владимир Викторинович (2002)
- Марков, Александр Павлович (2003)
- Низовцев, Аркадий Александрович (2003)
- Быкова, Людмила Всеволодовна (2003)
- Трудов, Николай Николаевич (2004)
- Фалин, Владимир Александрович (2004)
- Бурчевский Василий Зосимович (2006)
- Чубакова, Анастасия Федоровна (2011)
- Обухов, Алексей Сергеевич (1999)
- Чучин, Виктор Николаевич (2014)
- Андреева, Антонина Борисовна (2015)
- Кадомкин, Владимир Викторович (2015)
- Гагарский, Энгельс Александрович (2016)
- Лебедева, Татьяна Григорьевна (2017)
- Коровкин, Александр Иванович (2017)
- Латынцев, Владимир Николаевич (2019)
- Щедрин, Евгений Владимирович (2019)

### Почетные граждане Великоустюгского муниципального района
- Рапакова Дина Ивановна, учитель, основатель музея С. Преминина 2004 г.
- Фалин Владимир Александрович, врач 2004 г.
- Шулькин Станислав Давыдович, врач 2005 г.
- Позгалёв Вячеслав Евгеньевич, Губернатор Вологодской области 2005 г.
- Бурчевский Василий Зосимович, спортсмен и тренер 2006 г.
- Трудов Николай Николаевич, первый секретарь ГК КПСС с 1973 по 1983 гг. 2006 г.
- Поточкин Николай Иванович, директор совхоза «Красавино» 2006 г.
- Амосов Игорь Михайлович, директор совхоза «Усть-Алексеевский» 2007 г.
- Дернов Виталий Николаевич, речник 2007 г.
- Преминин Сергей Анатольевич 2007 г. (посмертно)
- Бирюков Иван Иосифович, директор Кузинского механического завода 2008 г.
- Шитикова Антонина Вениаминовна, председатель женсовета 2008 г.